# План переноса столицы Республики Кореи

В Сеульском национальном столичном регионе по состоянию на 2018 год, проживало 25 674 800 человек или около 50 % населения Южной Кореи.

План переноса столицы Республики Кореи — реализуемый проект по переносу столицы Республики Корея из Сеула в отстраиваемый Седжон, запущенный в августе 2005 года.

## Предпосылки и причины переноса столицы
В августе 1948 года была основана Республика Корея со столицей Сеулом. Будучи политическим, экономическим и культурным центром страны, Сеул располагал площадью почти 2000 км² (включая Сеул, Инчхон и другие близлежащие города-спутники). В Сеульском национальном столичном регионе по состоянию на 2018 год, проживало 25 674 800 человек или около 50 % населения Южной Кореи. Причины, приведшие к переносу столицы, можно кратко изложить в следующих пунктах:

#### Уязвимость Сеула перед гипотетической оккупацией
Сеул расположен на реке Ханган, и самая северная точка находится всего в 40 километрах от Временной военной демаркационной линии (38-я параллель) КНДР. Ещё в период холодной войны 1970-х годов географическая слабость Сеула побудила правительство Республики Корея перенести столицу.

#### Урбанизация
Кроме того, послевоенное городское экономическое, социальное и демографическое развитие Южной Кореи было сосредоточено на Сеуле, в котором проживает около 50 % населения страны и сосредоточено 70 % её экономической мощи, что ограничивает экономическое, социальное и демографическое развитие других регионов Южной Кореи.

#### Политические факторы
Но Му Хён использовал перенос столицы в качестве одного из лозунгов своей кампании во время президентских выборов в конце 2002 года, получив голоса избирателей в центральном регионе. Ли Хвечхан, кандидат в президенты от оппозиционной Партии великой страны, был не согласен с идеей переноса столицы, что частично лишило его поддержки электората.

## Возможные места для новой столицы
Национальное собрание Республики Корея в декабре 2003 года приняло «Новый специальный закон об административной столице», заложив правовую основу для переноса административной столицы (хотя городской совет Сеула принял резолюцию против переноса столицы, которая поставила под сомнение является ли «Новый специальный закон об административном капитале» неконституционным). 15 июня 2004 г. Комитет по продвижению нового административного капитала объявил о 4 кандидатах:
- Уезды Ымсон и Чинчхон (провинция Чхунчхон-Пукто)
- Чхонан (провинция Чхунчхон-Намдо)
- Город Седжон и город Конджу (провинция Чхунчхон-Намдо)
- Граница между городом Конджу и округом Нонсан